# Natascha Zuraw
Natascha Zuraw (* 14. Februar 1977 in Hamburg) ist eine deutsche Fernsehmoderatorin.

## Werdegang
Natascha Zuraw arbeitete zunächst für verschiedene Sat.1-Fernsehformate, unter anderem Richterin Barbara Salesch und den Daily Talk Sonja, bevor sie beim RTL Shop zum ersten Mal vor der Kamera stand. Im Mai 2008 moderierte sie eine nach ihr benannte Talkshow auf RTL, die jedoch auf Grund nicht zufriedenstellender Marktanteile nach nur vier Wochen abgesetzt wurde. Insgesamt wurden 19 Folgen ausgestrahlt.
Natascha Zuraw lebt mit ihrem Mann und ihrem Sohn in Essen.